# Ouargui
Ouargui (franska: Ouargui (CR), Ouargui (Commune Rurale), arabiska: مزم صنهاجة) är en kommun i Marocko.   Den ligger i provinsen El Kelaâ des Sraghna och regionen Marrakech-Safi, i den nordöstra delen av landet, 240 km söder om huvudstaden Rabat. Antalet invånare är 10 113.